# Statua di Henrietta Lacks
La Statua di Henrietta Lacks (Statue of Henrietta Lacks) è un monumento in bronzo di Bristol, in Inghilterra, nel Regno Unito, che venne inaugurato nell'ottobre del 2021. L'opera si trova in un giardino all'interno dell'università di Bristol.

## Soggetto
Henrietta Lacks fu una donna afroamericana nata il primo agosto del 1920 e morta il 4 ottobre del 1951 a causa di un cancro della cervice uterina sviluppatosi molto rapidamente.
Le cellule tumorali isolate di una biopsia del suo tumore furono le prime cellule umane ad essere state coltivate in vitro con successo. La linea cellulare che ne risultò si rivelò particolarmente stabile e prolifica ed è stata utilizzata con il nome "HeLa" nei laboratori di ricerca del mondo intero. Le cellule Hela hanno permesso, in particolare, la messa a punto del vaccino contro la poliomielite e una conoscenza migliore dei tumori e dei virus, come pure dei progressi come la clonazione o la terapia genica. Sebbene le informazioni sull'origine delle cellule HeLa divennero note dai ricercatori dopo il 1970, la famiglia Lacks non venne messa al corrente dell'esistenza di queste cellule prima del 1975.

## Storia e descrizione
Secondo il quotidiano The Guardian, la scultura è "la prima statua di una donna nera creata da una donna nera per uno spazio pubblico" nel Regno Unito. L'autrice, Helen Wilson-Roe, rivelò che si trattava della sua prima opera scultorea e che aveva suggerito all'università bristoliana di chiederne la commissione poco dopo che la statua di Edward Colston venne smontata dal suo piedistallo e buttata nel fiume della città, nel 2020.
La statua ritrae Lacks in piedi, con le mani sui fianchi e lo sguardo rivolto dinnanzi a sé. Ai suoi piedi si trovano incisi nel metallo il suo nome, la sua data di nascita e quella di morte e due frasi in lingua inglese: la prima è More than a cell ("Più di una cellula") e la seconda è To all the unrecognised Black Women who have / contributed to humanity, you will never be forgotten ("A tutte le donne nere non riconosciute che hanno / contribuito per l'umanità, non sarete mai dimenticate").